# Coenocalpe zehrounaria
Coenocalpe zehrounaria là một loài bướm đêm trong họ Geometridae.